# Sportclub Buochs 2021-2022
Questa voce raccoglie le informazioni riguardanti il Sportclub Buochs nelle competizioni ufficiali della stagione 2021-2022.

## Stagione
Nella stagione 2021-2022 il Buochs, allenato da Marco Spiess, concluse il campionato di Prima Lega al 14º posto. In Coppa Svizzera il Buochs fu eliminato al secondo turno dal Lucerna.

## Rosa
| N. |                               | Ruolo | Calciatore        |
| -- | ----------------------------- | ----- | ----------------- |
| 2  | Svizzera (bandiera)           | D     | Simon Mathis      |
| 2  | Svizzera (bandiera)           | A     | Aron von Holzen   |
| 3  | Svizzera (bandiera)           | D     | Shan Meyer        |
| 4  | Albania (bandiera)            | D     | Ardit Kadrija     |
| 5  | Svizzera (bandiera)           | D     | Emanuele Guidotti |
| 6  | Albania (bandiera)            | D     | Leonard Ukaj      |
| 6  | Svizzera (bandiera)           | D     | Nico Wyss         |
| 7  | Svizzera (bandiera)           | A     | Shahin Adwan      |
| 8  | Svizzera (bandiera)           | C     | Avdi Berisha      |
| 9  | Svizzera (bandiera)           | A     | Messanh Hunlede   |
| 9  | Croazia (bandiera)            | A     | Mato Marinovic    |
| 10 | Svizzera (bandiera)           | C     | Fabian Rüedi      |
| 11 | Svizzera (bandiera)           | A     | Qendrim Aliti     |
| 11 | Svizzera (bandiera)           | A     | Jérôme Bühler     |
| 12 | Svizzera (bandiera)           | A     | Anton Marku       |
| 13 | RD del Congo (bandiera)       | D     | Stéphane Munduki  |
| 14 | Svizzera (bandiera)           | C     | Fabio Moor        |
| 15 | Macedonia del Nord (bandiera) | C     | Goran Stojanov    |

| N. |                     | Ruolo | Calciatore       |
| -- | ------------------- | ----- | ---------------- |
| 17 | Svizzera (bandiera) | D     | Nil Niederberger |
| 17 | Svizzera (bandiera) | C     | Mauro Imboden    |
| 17 | Svizzera (bandiera) | C     | Luis Velaj       |
| 18 | Svizzera (bandiera) | C     | Nico Fischer     |
| 18 | Svizzera (bandiera) | C     | Christoph Frank  |
| 19 | Svizzera (bandiera) | C     | Timo Bertucci    |
| 20 | Svizzera (bandiera) | P     | André Imfeld     |
| 20 | Svizzera (bandiera) | P     | Elias Ullrich    |
| 21 | Ucraina (bandiera)  | C     | Petro Sokil      |
| 21 | Svizzera (bandiera) | C     | Sem Yildiz       |
| 22 | Svizzera (bandiera) | D     | Leond Kqira      |
| 23 | Albania (bandiera)  | D     | Valentin Gjokaj  |
| 32 | Svizzera (bandiera) | A     | Haxhi Neziraj    |
| 99 | Svizzera (bandiera) | P     | Noel Schmid      |
| 99 | Svizzera (bandiera) | P     | Noah Zimmermann  |
|    | Svizzera (bandiera) | P     | Fabio Zizzi      |
|    | Albania (bandiera)  | A     | Progon Maloku    |

## Organigramma societario
Area tecnica
- Allenatore: Marco Spiess
- Allenatore in seconda:
- Preparatore dei portieri:
- Preparatori atletici:

## Calciomercato

### Sessione estiva
| Acquisti | Acquisti       | Acquisti                     | Acquisti |
| R.       | Nome           | da                           | Modalità |
| -------- | -------------- | ---------------------------- | -------- |
| A        | Shahin Adwan   | Lucerna II                   |          |
| C        | Avdi Berisha   | Team FC Luzern/SC Kriens U18 |          |
| P        | Raphael Radtke | Lucerna                      |          |
| D        | Leonard Ukaj   | Lucerna II                   |          |

| Cessioni | Cessioni          | Cessioni            | Cessioni |
| R.       | Nome              | a                   | Modalità |
| -------- | ----------------- | ------------------- | -------- |
| A        | Noah Bachmann     | Wettswil-Bonstetten |          |
| C        | Çlirim Shabani    | Zugo                |          |
| A        | Augustin Tanushaj | Emmenbrücke         |          |
| C        | Leonardo Würmli   | Zugo                |          |

### Sessione invernale
| Acquisti | Acquisti       | Acquisti    | Acquisti |
| R.       | Nome           | da          | Modalità |
| -------- | -------------- | ----------- | -------- |
| A        | Progon Maloku  | Kriens      |          |
| P        | Fabio Zizzi    | YF Juventus |          |
| A        | Mato Marinovic | Zugo        |          |

| Cessioni | Cessioni       | Cessioni   | Cessioni |
| R.       | Nome           | a          | Modalità |
| -------- | -------------- | ---------- | -------- |
| P        | Raphael Radtke | Lucerna II |          |

## Risultati

### Prima Lega

#### andata
| Buochs 21 agosto 2021, ore 17:00 CEST 1ª giornata                                  | Buochs    | 0 – 4 referto                                    | Soletta | Sportplatz Seefeld (150 spett.) |
| \| \| \| \| \| \| Marcatori \| 45’ Gerspacher 59’ Chatton 65’ Loosli 87’ Mathys \| |           |                                                  |         |                                 |
|                                                                                    |           |                                                  |         |                                 |
|                                                                                    | Marcatori | 45’ Gerspacher 59’ Chatton 65’ Loosli 87’ Mathys |         |                                 |

| Buochs 28 agosto 2021, ore 17:00 CEST 2ª giornata                 | Buochs    | 1 – 2 referto         | Bassecourt | Sportplatz Seefeld (130 spett.) |
| \| \| \| \| \| Yildiz 5’ \| Marcatori \| 89’ Nsumbu 90’ Kilezi \| |           |                       |            |                                 |
|                                                                   |           |                       |            |                                 |
| Yildiz 5’                                                         | Marcatori | 89’ Nsumbu 90’ Kilezi |            |                                 |

| Köniz 4 settembre 2021, ore 16:00 CEST 3ª giornata                                    | Köniz     | 5 – 1 referto | Buochs | Sportplatz Liebefeld-Hessgut |
| \| \| \| \| \| Wyder 17’, 40’, 63’ Cani 33’ Andrist 84’ \| Marcatori \| 4’ Neziraj \| |           |               |        |                              |
|                                                                                       |           |               |        |                              |
| Wyder 17’, 40’, 63’ Cani 33’ Andrist 84’                                              | Marcatori | 4’ Neziraj    |        |                              |

| Buochs 11 settembre 2021, ore 17:00 CEST 4ª giornata                | Buochs    | 1 – 2 referto        | Wohlen | Sportplatz Seefeld (193 spett.) |
| \| \| \| \| \| Bertucci 81’ \| Marcatori \| 36’ Milicaj 90’ Lugo \| |           |                      |        |                                 |
|                                                                     |           |                      |        |                                 |
| Bertucci 81’                                                        | Marcatori | 36’ Milicaj 90’ Lugo |        |                                 |

| Niederhasli 22 settembre 2021, ore 20:00 CEST 5ª giornata                                             | Grasshoppers II | 6 – 0 referto | Buochs | GC Campus AG |
| \| \| \| \| \| Scheidegger 9’ Paciência 18’ Mesonero 31’ Rastoder 37’, 85’ Uka 53’ \| Marcatori \| \| |                 |               |        |              |
| |                 |               |        |              |
| Scheidegger 9’ Paciência 18’ Mesonero 31’ Rastoder 37’, 85’ Uka 53’                                   | Marcatori       |               |        |              |

| Buochs 25 settembre 2021, ore 17:00 CEST 6ª giornata                                    | Buochs    | 1 – 4 referto                             | Kosova Zurigo | Sportplatz Seefeld (146 spett.) |
| \| \| \| \| \| Neziraj 82’ \| Marcatori \| 2’ Foniqi 10’ Osmani 42’ Mocanu 85’ Dushi \| |           |                                           |               |                                 |
|                                                                                         |           |                                           |               |                                 |
| Neziraj 82’                                                                             | Marcatori | 2’ Foniqi 10’ Osmani 42’ Mocanu 85’ Dushi |               |                                 |

| Zurigo 2 ottobre 2021, ore 16:00 CEST 7ª giornata        | Höngg     | 0 – 2 referto          | Buochs | Sportplatz Hönggerberg (148 spett.) |
| \| \| \| \| \| \| Marcatori \| 26’ Neziraj 90’ Yildiz \| |           |                        |        |                                     |
|                                                          |           |                        |        |                                     |
|                                                          | Marcatori | 26’ Neziraj 90’ Yildiz |        |                                     |

| Buochs 16 ottobre 2021, ore 17:00 CEST 8ª giornata | Buochs | 0 – 0 referto | Lucerna II | Sportplatz Seefeld |

| Delémont 24 ottobre 2021, ore 15:00 CEST 9ª giornata                       | Delémont  | 2 – 1 referto | Buochs | Stadio La Blancherie (480 spett.) |
| \| \| \| \| \| Achour 47’ François 58’ (rig.) \| Marcatori \| 45’ Adwan \| |           |               |        |                                   |
|                                                                            |           |               |        |                                   |
| Achour 47’ François 58’ (rig.)                                             | Marcatori | 45’ Adwan     |        |                                   |

| Buochs 30 ottobre 2021, ore 17:00 CEST 10ª giornata | Buochs    | 1 – 0 referto | Münsingen | Sportplatz Seefeld |
| \| \| \| \| \| Meyer 90’ \| Marcatori \| \|         |           |               |           |                    |
|                                                     |           |               |           |                    |
| Meyer 90’                                           | Marcatori |               |           |                    |

| Zugo 6 novembre 2021, ore 16:00 CET 11ª giornata                                            | Zugo      | 1 – 5 referto                                    | Buochs | Stadio Herti Allmend (253 spett.) |
| \| \| \| \| \| Pizzi 4’ \| Marcatori \| 11’, 45’ Meyer 49’ Neziraj 69’ Adwan 81’ Berisha \| |           |                                                  |        |                                   |
|                                                                                             |           |                                                  |        |                                   |
| Pizzi 4’                                                                                    | Marcatori | 11’, 45’ Meyer 49’ Neziraj 69’ Adwan 81’ Berisha |        |                                   |

| Buochs 13 novembre 2021, ore 17:00 CET 12ª giornata  | Buochs    | 0 – 1 referto      | Schötz | Sportplatz Seefeld (210 spett.) |
| \| \| \| \| \| \| Marcatori \| 71’ (rig.) Gjidoda \| |           |                    |        |                                 |
|                                                      |           |                    |        |                                 |
|                                                      | Marcatori | 71’ (rig.) Gjidoda |        |                                 |

| Langenthal 21 novembre 2021, ore 15:00 CET 13ª giornata  | Langenthal | 2 – 0 referto | Buochs | Sportplatz Rankmatte |
| \| \| \| \| \| Kontár 19’ Sotanaj 90’ \| Marcatori \| \| |            |               |        |                      |
|                                                          |            |               |        |                      |
| Kontár 19’ Sotanaj 90’                                   | Marcatori  |               |        |                      |

| Soletta 27 novembre 2021, ore 16:00 CET 14ª giornata                                       | Soletta   | 4 – 2 referto      | Buochs | Stadion Solothurn |
| \| \| \| \| \| Chatton 29’, 32’ Bruni 57’ Loosli 72’ \| Marcatori \| 14’ Frank 44’ Ukaj \| |           |                    |        |                   |
|                                                                                            |           |                    |        |                   |
| Chatton 29’, 32’ Bruni 57’ Loosli 72’                                                      | Marcatori | 14’ Frank 44’ Ukaj |        |                   |

| Bassecourt 5 marzo 2022, ore 16:00 CET 15ª giornata                            | Bassecourt | 5 – 0 referto | Buochs | Stade des Grands-Prés |
| \| \| \| \| \| Coulibaly 18’, 37’, 70’ Adjei 52’ Nsumbu 80’ \| Marcatori \| \| |            |               |        |                       |
|                                                                                |            |               |        |                       |
| Coulibaly 18’, 37’, 70’ Adjei 52’ Nsumbu 80’                                   | Marcatori  |               |        |                       |

#### ritorno
| Buochs 12 marzo 2022, ore 17:00 CET 16ª giornata | Buochs | 0 – 0 referto | Köniz | Sportplatz Seefeld |

| Wohlen 19 marzo 2022, ore 16:00 CET 17ª giornata                                     | Wohlen    | 5 – 0 referto | Buochs | Stadion Niedermatten |
| \| \| \| \| \| Milicaj 16’ Romano 29’ Lugo 53’, 74’ Schiavano 69’ \| Marcatori \| \| |           |               |        |                      |
|                                                                                      |           |               |        |                      |
| Milicaj 16’ Romano 29’ Lugo 53’, 74’ Schiavano 69’                                   | Marcatori |               |        |                      |

| Buochs 26 marzo 2022, ore 17:00 CET 18ª giornata                                 | Buochs    | 0 – 4 referto                                  | Grasshoppers II | Sportplatz Seefeld (200 spett.) |
| \| \| \| \| \| \| Marcatori \| 32’ (rig.) Uka 54’ Ünlü 84’ Rastoder 86’ Momoh \| |           |                                                |                 |                                 |
|                                                                                  |           |                                                |                 |                                 |
|                                                                                  | Marcatori | 32’ (rig.) Uka 54’ Ünlü 84’ Rastoder 86’ Momoh |                 |                                 |

| Zurigo 3 aprile 2022, ore 15:30 CEST 19ª giornata                                                      | Kosova Zurigo | 2 – 3 referto                           | Buochs | Juchhof 1 |
| \| \| \| \| \| Osmani 6’ (rig.), 52’ (rig.) \| Marcatori \| 10’ (rig.) Neziraj 16’ Rüedi 18’ Maloku \| |               |                                         |        |           |
| |               |                                         |        |           |
| Osmani 6’ (rig.), 52’ (rig.)                                                                           | Marcatori     | 10’ (rig.) Neziraj 16’ Rüedi 18’ Maloku |        |           |

| Buochs 9 aprile 2022, ore 17:00 CEST 20ª giornata       | Buochs    | 1 – 1 referto | Höngg | Sportplatz Seefeld |
| \| \| \| \| \| Maloku 6’ \| Marcatori \| 83’ Klincov \| |           |               |       |                    |
|                                                         |           |               |       |                    |
| Maloku 6’                                               | Marcatori | 83’ Klincov   |       |                    |

| Lucerna 23 aprile 2022, ore 16:30 CEST 21ª giornata                          | Lucerna II | 3 – 0 referto | Buochs | Sportanlagen Allmend |
| \| \| \| \| \| Villiger 10’ Bachmann 43’ Toggenburger 73’ \| Marcatori \| \| |            |               |        |                      |
|                                                                              |            |               |        |                      |
| Villiger 10’ Bachmann 43’ Toggenburger 73’                                   | Marcatori  |               |        |                      |

| Buochs 30 aprile 2022, ore 16:00 CEST 22ª giornata                             | Buochs    | 2 – 2 referto           | Delémont | Sportplatz Seefeld (150 spett.) |
| \| \| \| \| \| Neziraj 3’ Frank 26’ \| Marcatori \| 21’ Camara 83’ Currenti \| |           |                         |          |                                 |
|                                                                                |           |                         |          |                                 |
| Neziraj 3’ Frank 26’                                                           | Marcatori | 21’ Camara 83’ Currenti |          |                                 |

| Münsingen 8 maggio 2022, ore 14:30 CEST 23ª giornata                          | Münsingen | 3 – 0 referto | Buochs | Sportanlage Sandreutenen |
| \| \| \| \| \| Lavorato 18’ (rig.) Gasser 40’ Christen 61’ \| Marcatori \| \| |           |               |        |                          |
|                                                                               |           |               |        |                          |
| Lavorato 18’ (rig.) Gasser 40’ Christen 61’                                   | Marcatori |               |        |                          |

| Buochs 14 maggio 2022, ore 17:00 CEST 24ª giornata                           | Buochs    | 1 – 4 referto                    | Zugo | Sportplatz Seefeld (160 spett.) |
| \| \| \| \| \| Rüedi 54’ \| Marcatori \| 12’, 50’ Pizzi 61’, 66’ Ugljesic \| |           |                                  |      |                                 |
|                                                                              |           |                                  |      |                                 |
| Rüedi 54’                                                                    | Marcatori | 12’, 50’ Pizzi 61’, 66’ Ugljesic |      |                                 |

| Schötz 21 maggio 2022, ore 16:00 CEST 25ª giornata                                      | Schötz    | 5 – 0 referto | Buochs | Fußballanlage Wissenhusen |
| \| \| \| \| \| Gjidoda 10’ (rig.), 30’ Tayey 42’ Gasser 52’ Frey 59’ \| Marcatori \| \| |           |               |        |                           |
|                                                                                         |           |               |        |                           |
| Gjidoda 10’ (rig.), 30’ Tayey 42’ Gasser 52’ Frey 59’                                   | Marcatori |               |        |                           |

| Buochs 28 maggio 2022, ore 16:00 CEST 26ª giornata                                          | Buochs    | 2 – 3 referto                     | Langenthal | Sportplatz Seefeld (133 spett.) |
| \| \| \| \| \| Munduki 36’ Neziraj 53’ \| Marcatori \| 39’ Selmani 52’ Jonjic 58’ Wernli \| |           |                                   |            |                                 |
|                                                                                             |           |                                   |            |                                 |
| Munduki 36’ Neziraj 53’                                                                     | Marcatori | 39’ Selmani 52’ Jonjic 58’ Wernli |            |                                 |

### Coppa Svizzera
| Arbitro: | Tester |

|              |           |                                             |
| Briancon 55’ | Marcatori | 4’ Yildiz 42’ Rüedi 66’ Berisha 82’ Neziraj |

| Arbitro: | Turkes |

|                    |           |                        |
| Neziraj 69’ (rig.) | Marcatori | 45’ Sorgić 94’ Ugrinić |

## Statistiche

### Statistiche di squadra
| Competizione   | Punti | In casa | In casa | In casa | In casa | In casa | In casa | In trasferta | In trasferta | In trasferta | In trasferta | In trasferta | In trasferta | Totale | Totale | Totale | Totale | Totale | Totale | DR  |
| Competizione   | Punti | G       | V       | N       | P       | Gf      | Gs      | G            | V            | N            | P            | Gf           | Gs           | G      | V      | N      | P      | Gf     | Gs     | DR  |
| -------------- | ----- | ------- | ------- | ------- | ------- | ------- | ------- | ------------ | ------------ | ------------ | ------------ | ------------ | ------------ | ------ | ------ | ------ | ------ | ------ | ------ | --- |
| Prima Lega     | 16    | 13      | 1       | 4       | 8       | 10      | 27      | 13           | 3            | 0            | 10           | 14           | 43           | 26     | 4      | 4      | 18     | 24     | 70     | -46 |
| Coppa Svizzera | -     | 1       | 0       | 0       | 1       | 1       | 2       | 1            | 1            | 0            | 0            | 4            | 1            | 2      | 1      | 0      | 1      | 5      | 3      | +2  |
| Totale         | 16    | 14      | 1       | 4       | 9       | 11      | 29      | 14           | 4            | 0            | 10           | 18           | 44           | 28     | 5      | 4      | 19     | 29     | 73     | -44 |

### Andamento in campionato
| Giornata  | 1  | 2  | 3  | 4  | 5  | 6  | 7  | 8  | 9  | 10 | 11 | 12 | 13 | 14 | 15 | 16 | 17 | 18 | 19 | 20 | 21 | 22 | 23 | 24 | 25 | 26 |
| --------- | -- | -- | -- | -- | -- | -- | -- | -- | -- | -- | -- | -- | -- | -- | -- | -- | -- | -- | -- | -- | -- | -- | -- | -- | -- | -- |
| Luogo     | C  | C  | T  | C  | T  | C  | T  | C  | T  | C  | T  | C  | T  | T  | T  | C  | T  | C  | T  | C  | T  | C  | T  | C  | T  | C  |
| Risultato | P  | P  | P  | P  | P  | P  | V  | N  | P  | V  | V  | P  | P  | P  | P  | N  | P  | P  | V  | N  | P  | N  | P  | P  | P  | P  |
| Posizione | 14 | 14 | 14 | 14 | 14 | 14 | 13 | 14 | 14 | 13 | 13 | 13 | 13 | 13 | 13 | 13 | 14 | 14 | 14 | 14 | 14 | 14 | 14 | 14 | 14 | 14 |

Legenda:

Luogo: C = Casa; T = Trasferta. Risultato: V = Vittoria; N = Pareggio; P = Sconfitta.